# Comuna de Kruszwica
Kruszwica (polaco: Gmina Kruszwica) é uma gminy (comuna) na Polónia, na voivodia de Cujávia-Pomerânia e no condado de Inowrocławski. A sede do condado é a cidade de Kruszwica.
De acordo com os censos de 2004, a comuna tem 20 206 habitantes, com uma densidade 77,1 hab/km².

## Área
Estende-se por uma área de 262,19 km², incluindo:
- área agricola: 81%
- área florestal: 4%

## Demografia
Dados de 30 de Junho 2004:
|                      | Total   | Total | Mulheres | Mulheres | Homens  | Homens |
| -------------------- | ------- | ----- | -------- | -------- | ------- | ------ |
|                      | pessoas | %     | pessoas  | %        | pessoas | %      |
| População            | 20 206  | 100   | 10 197   | 50,5     | 10 009  | 49,5   |
| Densidade (pop./km²) | 77,1    | 100   | 38,9     | 38,9     | 38,2    | 38,2   |

De acordo com dados de 2005, o rendimento médio per capita ascendia a 1601,69 zł.

## Comunas vizinhas
- Dąbrowa Biskupia, Dobre, Inowrocław, Jeziora Wielkie, Piotrków Kujawski, Radziejów, Skulsk, Strzelno